# Ludwig Stiegler

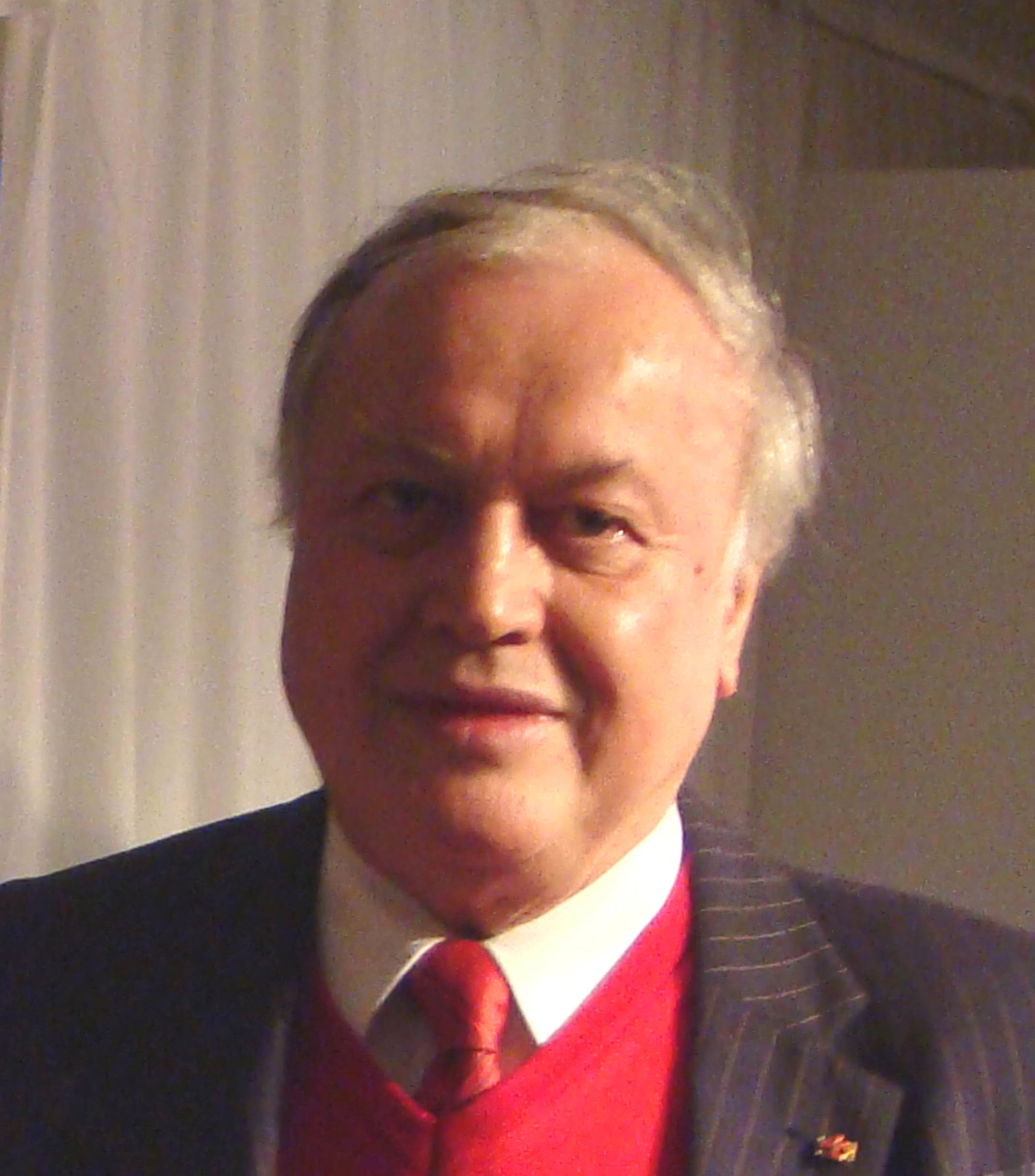
Ludwig Stiegler (2009)

Ludwig Stiegler (* 9. April 1944 in Parsberg, Oberpfalz) ist ein deutscher Rechtsanwalt und ehemaliger Politiker. Er gehörte von 1980 bis 2009 für die SPD dem Bundestag an und war von Juli bis Oktober 2002 Vorsitzender der SPD-Bundestagsfraktion, von 1998 bis 2007 einer ihrer stellvertretenden Vorsitzenden. In den Jahren 2003 bis 2009 war Stiegler überdies Vorsitzender der SPD Bayern.

## Leben und Beruf
Ludwig Stiegler war Sohn von Ludwig und Walburga Stiegler aus Vilshofen. Der Vater war Kalkwerker bei der Maxhütte. Ludwig Stiegler wuchs in Vilshofen bei Rieden in der Oberpfalz auf. Nach der Volksschule in Vilshofen besuchte Stiegler ab 1956 das Progymnasium der Claretiner in Weißenhorn, ehe er 1960 auf das Erasmus-Gymnasium in Amberg wechselte. Nach dem Abitur 1964 verpflichtete sich Stiegler zunächst als Soldat auf Zeit bei der Bundeswehr. 1967 schied er als Leutnant der Reserve aus. Er begann dann ein Studium der Rechtswissenschaft, Soziologie und Politik in München und Bonn, das er 1973 mit dem Ersten und 1976 mit dem Zweiten Juristischen Staatsexamen beendete. Seit 1979 ist er als Rechtsanwalt am Oberlandesgericht Köln zugelassen.
Ludwig Stiegler war mit Barbara Stiegler verheiratet, hat drei Kinder und lebte in Weiden. Seit 2003 war er bis zu deren Tod im Dezember 2020 mit der Literaturwissenschaftlerin Birgit Göbel-Stiegler verheiratet.

## Partei

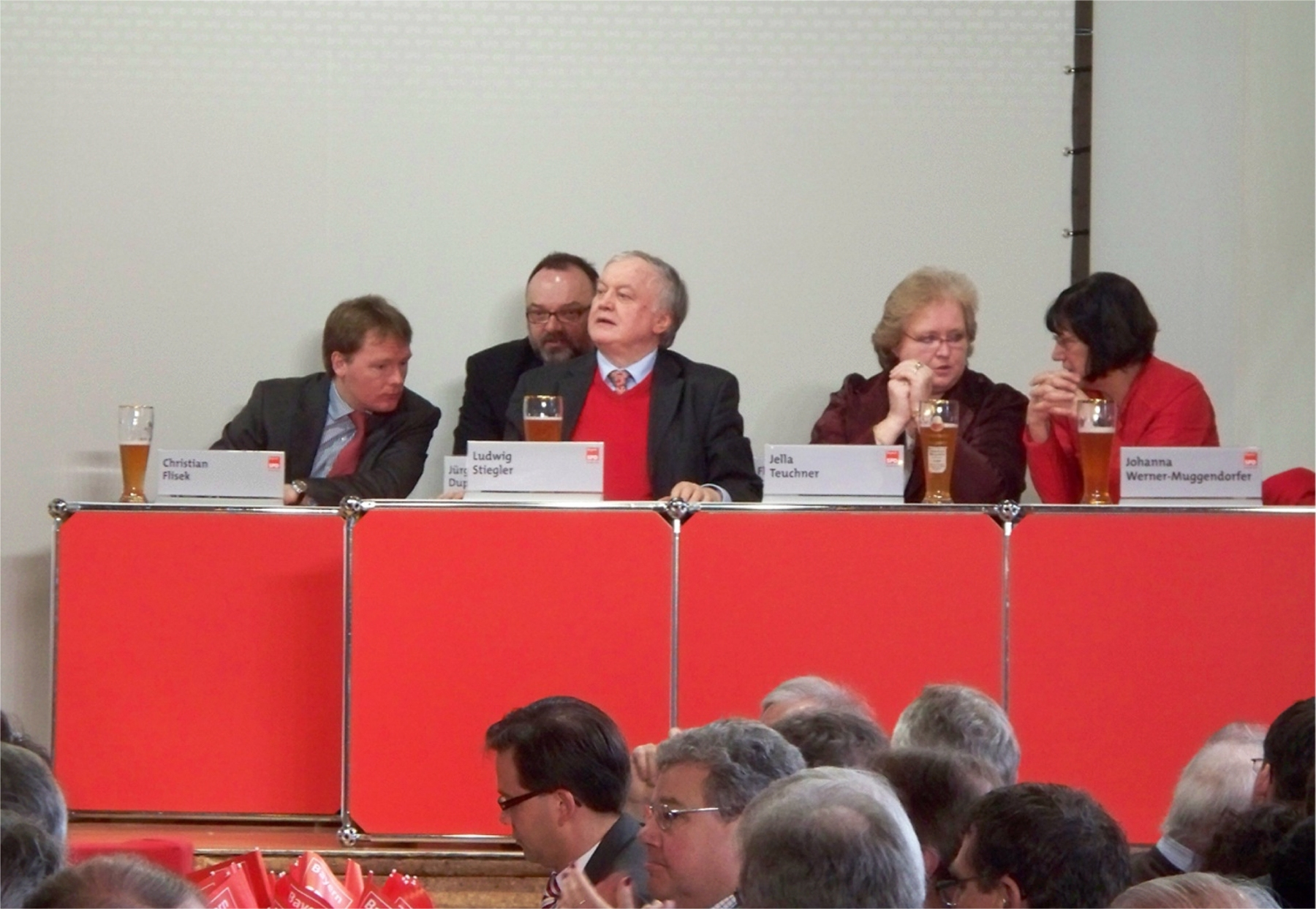
Stiegler beim Politischen Aschermittwoch in Vilshofen an der Donau 2009

1960 trat Ludwig Stiegler zunächst in den JU-Ortsverband Vilshofen ein, 1964 wechselte Stiegler in die SPD. 1999 bis 2007 gehörte er dem Parteivorstand, 2005 bis 2007 auch dem Präsidium der SPD an. Von 1985 bis 1993 und von 1997 bis 2004 war er stellvertretender Landesvorsitzender der SPD in Bayern und von 2003 bis 2009 Landesvorsitzender, bis 2004 zunächst geschäftsführend. Von 1982 bis 1997 war er Vorsitzender des SPD-Regionalbezirks Oberpfalz. Stiegler war außerdem bis 2009 Vorsitzender des SPD-Unterbezirks Weiden-Neustadt-Tirschenreuth.

## Abgeordneter
Seit 1980 war er Mitglied des Deutschen Bundestages. Von 1987 bis 1992 und von 1994 bis 2005 war er Vorsitzender der Bayerischen SPD-Landesgruppe im Deutschen Bundestag. Seit 1998 war er als stellvertretender Vorsitzender Mitglied im Vorstand der SPD-Bundestagsfraktion. Als Peter Struck das Bundesverteidigungsministerium vom entlassenen Rudolf Scharping übernahm, folgte Stiegler ihm im 25. Juli 2002 als Vorsitzender der SPD-Bundestagsfraktion. Bereits nach der Bundestagswahl 2002 musste er das Amt am 24. September 2002 an Franz Müntefering abgeben. Ab September 2002 bis 27. Oktober 2009 war er wieder stellvertretender Fraktionsvorsitzender.
Ludwig Stiegler zog stets über die Landesliste Bayern in den Bundestag ein. Sein Wahlkreis war Weiden. Seine Mitgliedschaft endete mit dem 16. Deutschen Bundestag im Jahr 2009. Stiegler hatte nicht mehr für die 17. Wahlperiode kandidiert.

## Kritik
Stiegler geriet im September 2002 in die Kritik, nachdem er den damaligen US-Botschafter in Deutschland, Dan Coats mit dem ehemaligen Botschafter der Sowjetunion in der DDR, Pjotr Andrejewitsch Abrassimow verglichen hatte. Den Stuttgarter Nachrichten hatte Stiegler gesagt: "Herr Coats ist kein Botschafter Abrassimow. Er bestimmt nicht die außenpolitischen Richtlinien der Bundesregierung". Wolfgang Schäuble bezeichnete den Vergleich Stieglers als "eine Geschmacklosigkeit sondersgleichen". Er forderte die SPD-Fraktion auf, sich von Stieglers Äußerung zu distanzieren.
Kurz darauf verglich Stiegler den damaligen US-Präsidenten George W. Bush mit Julius Cäsar, was ihm auch die Kritik von Bundeskanzler Gerhard Schröder einbrachte. Stiegler hätte sich "etwas sorgfältiger ausdrücken" können. Vergleiche dieser Art hinkten "fast immer", ließ der Kanzler wissen.
Im Juli 2002 äußerte er, die Oppositionsparteien CDU und FDP hätten im Rahmen der Debatte um das NPD-Verbot nicht das Recht, den Bundesinnenminister Otto Schily zu kritisieren, da ihre Vorgängerparteien schließlich Adolf Hitler „ermächtigt“ hätten.
Im Juli 2005 geriet er bundesweit mit einem Nazi-Vergleich in die Kritik, als er äußerte, dass ihm zum CDU-Programm zur Bundestagswahl („Vorfahrt für Arbeit“) nur das Motto der nationalsozialistischen Konzentrationslager „Arbeit macht frei“ einfallen würde.

## Auszeichnungen
- 2009: Verdienstkreuz 1. Klasse der Bundesrepublik Deutschland
- 2009: Bayerische Verfassungsmedaille in Gold
- 2009: Ehrenbürger von Weiden in der Oberpfalz
- 1992: Bayerischer Verdienstorden